# Stephen Kijak
Stephen Kijak (New Bedford, 3 de octubre de 1969) es un director de cine estadounidense conocido por sus documentales sobre música, entre las que destacan Scott Walker - 30 Century Man (2006), Stones in Exile (2010), We Are X (2016), If I Leave Here Tomorrow (2018) y Sid & Judy (2019). Entre sus colaboradores y temas figuran iconos de la música como David Bowie, Scott Walker, The Rolling Stones, Jaco Pastorius, Rob Trujillo, Backstreet Boys, X Japan, Lynyrd Skynyrd, Judy Garland y The Smiths.

## Filmografía
- Never Met Picasso (1996)
- Cinemania (2002)
- Scott Walker: 30 Century Man (2006)
- Stones in Exile (2010)
- Jaco (2014)
- Backstreet Boys: Show 'Em What You're Made Of (2015)
- We Are X (2016)
- If I Leave Here Tomorrow: A Film About Lynyrd Skynyrd (2018)
- Sid & Judy (2019)
- Equal (2020)
- Shoplifters of the World (2021)
- Rock Hudson: All That Heaven Allowed (2023)